# Frozes
Frozes é uma comuna francesa na região administrativa da Nova Aquitânia, no departamento de Vienne. Estende-se por uma área de 8,72 km². Em 2010 a comuna tinha 589 habitantes (densidade: 67,5 hab./km²).